# George Ivașcu
George Ivașcu (ur. 15 lutego 1968 w Bukareszcie) – rumuński aktor teatralny i filmowy, pedagog, w 2018 minister kultury i tożsamości narodowej.

## Życiorys
W 1980 po raz pierwszy wystąpił w filmie Muntii în flacari. W 1993 ukończył studia na Universitatea Națională de Artă Teatrală și Cinematografică „Ion Luca Caragiale” din București. Później obronił doktorat i został nauczycielem akademickim na macierzystej uczelni (doszedł do stanowiska profesorskiego). Od 1993 grał w Teatrze Komediowym w Bukareszcie, następnie od 1996 w Teatrze Narodowym „Ion Luca Caragiale” tamże. Przez ponad 25 lat występował jako aktor w spektaklach teatralnych, filmach, a także produkcjach radiowych i telewizyjnych. Zagrał w takich filmach jak: Amen. czy Modigliani, pasja tworzenia. W 2007 założył stołeczny Teatrul Metropolis. Był także twórcą internetowego serwisu kulturalnego Ziarul Metropolis.
29 stycznia 2018 objął stanowisko ministra kultury i tożsamości narodowej w gabinecie Vioriki Dăncili (jako bezpartyjny). Zakończył pełnienie funkcji w listopadzie 2018.

## Życie prywatne
W 2008 zawarł związek małżeński z Alice Barb, reżyser teatralną i operową. Odznaczony orderem Ordinul Meritul Cultural (2004).